# Concurso Internacional George Enescu

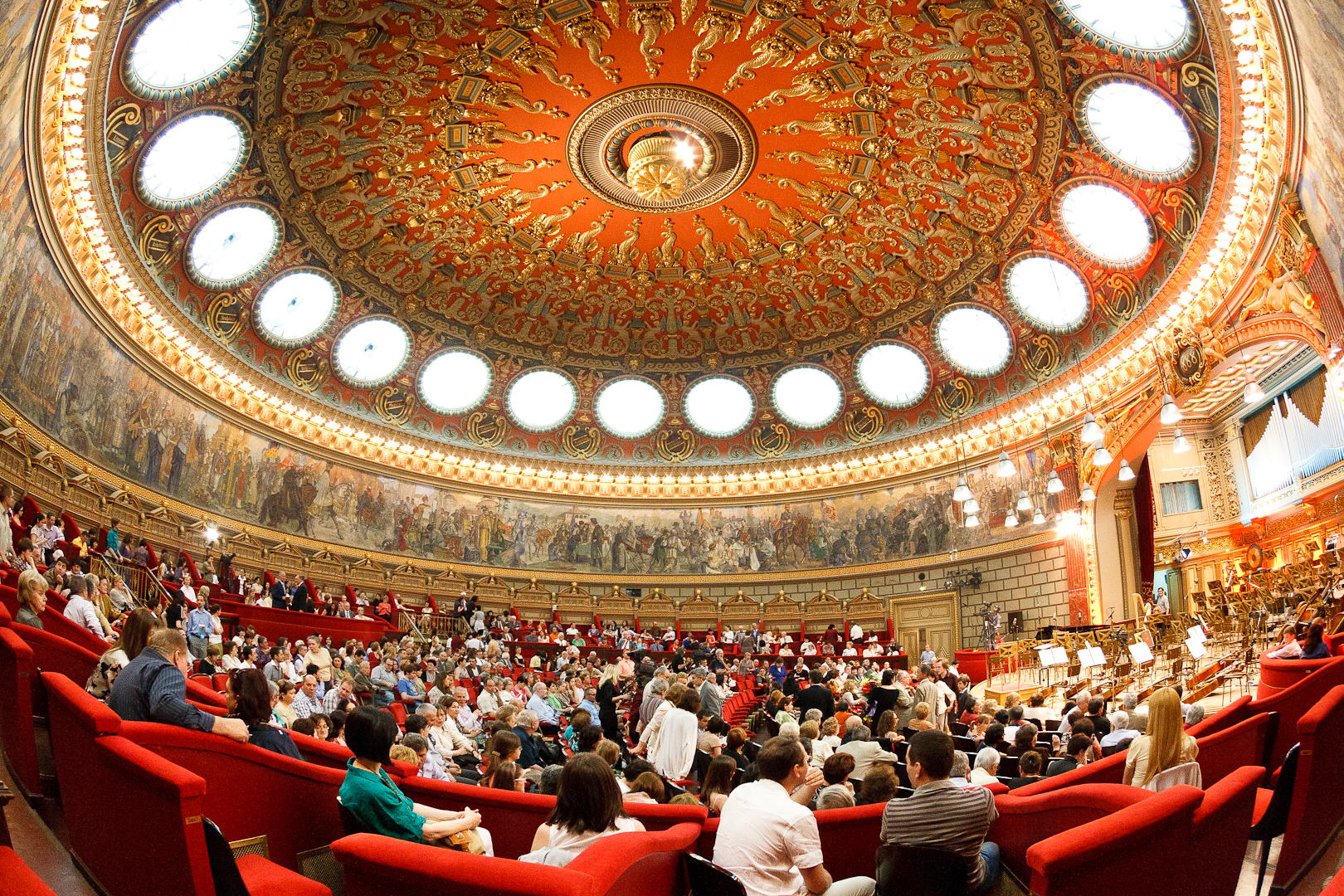
Bucareste em Romênia é um dos principais locais do Concurso Internacional de Piano George Enescu.

O Concurso Internacional George Enescu é uma competição musical para jovens pianistas, violiniistas, violoncelistas e compositore, que acontece em Bucareste, Romênia. Ajudou a lançar a carreira de muitos músicos e entre sua lista de vencedores do primeiro prêmio estão pianistas lendários como Radu Lupu, o vencedor da edição de 1967.

## Visão geral
A competição começou em 1958, como parte do Festival George Enescu, e celebrou suas cinco primeiras edições (1958, 1961, 1964, 1967 e 1970) na então República Socialista da Romênia.
A competição é membro da Federação Mundial de Competições Internacionais de Música, em Genebra .

## Prêmios
Desde 2020 Cello, Violin e Piano prêmios:
- Primeiro prémio – 15.000€
- Segundo prêmio – € 10.000
- Terceiro prémio – 5.000€

- Prémio para secção de música sinfónica – 10.000€
- Secção de música de câmara – 7.000€
- Prêmio de originalidade – € 5.000;

## Vencedores

### Seção de piano
| Ano  | 1º                       | 2º                                   | 3º                                 |
| ---- | ------------------------ | ------------------------------------ | ---------------------------------- |
| 1958 | Ming-Qiang Li            | Michèle Boegner Mikhail Voskresensky | Dmitry Paperno                     |
| 1961 | '                        | Arie Vardi Théodore Paraskivesco     | Hong Teng                          |
| 1964 | Elisabeth Leonskaja      | André Gorog                          | Gabriel Amiras                     |
| 1967 | Radu Lupu Samvel Alumyan | Dan Grigore                          | Anatol Ugorski                     |
| 1970 | Dmitri Alexeev           | Mack McCray                          | Radu Toescu                        |
| 1991 | Daniel Goiți             | Viniciu Moroianu                     | Luiza Borac                        |
| 1999 | '                        | '                                    | '                                  |
| 2001 | Diana Ionescu            | Matei Varga                          | Maria-Magdalena Pitu-Jokisch       |
| 2003 | Ilona Timchenko          | ()                                   | Razvan Dragnea Evgeny Starodubtsev |
| 2005 | Irina Zahharenkova       | Evgeny Izotov                        | Aimo Pagin                         |
| 2007 | Eduard Kunz              | Evgeny Cherepanov                    | Christopher Falzone                |
| 2009 | Amir Tebenikhin          | Violetta Kachikian                   | Jongdo An                          |
| 2011 | ()                       | Jeung-Beum Sohn                      | Mihai Ritivoiu Ilya Poletaev (tie) |
| 2014 | Josu de Solaun Soto      | Ilya Rashkovsky                      | Vassilis Varvaresos                |
| 2016 | Victoria Vassilenko      | Takuma Ishii                         | Danor Quinteros                    |
| 2018 | Daria Parkhomenko        | Daumants Liepins                     | Alexander Panfilov                 |
| 2020 | Yeon-Min Park            | Adela Liculescu                      | Marcin Wieczorek                   |
| 2022 | Alexandra Segal          | George Todica                        | Chun Lam U                         |
| 2024 | Roman Lopatynskyi        | Tatiana Dorokhova                    | Evgeny Konnov                      |

### Seção de violino
| Ano     | 1º                           | 2º                                 | 3º                                            |
| ------- | ---------------------------- | ---------------------------------- | --------------------------------------------- |
| 1958    | Ştefan Ruha Semen Snitkovski | Varujan Cozighian                  | Evgheni Smirnov Ralph Holmes Daniel Podlovski |
| 1961    | Nina Beilina                 | Daniel Podlovski                   | Igor Frolov                                   |
| 1964    | Claire Bernard               | Alexander Melnicov                 | Varujan Cozighian                             |
| 1967    | Zinovie Vinnikov             | Bogodar Kotorovici                 | Mariana Sârbu                                 |
| 1970    | Silvia Marcovici             | Ruben Agaronian                    | Philippe Hirschhorn                           |
| 1991    | Dan Claudiu Vornicelu        | Axel Strauss                       | Bogdan Marius Zvorişteanu                     |
| 1999    | Alexandru Tomescu            | George Cosmin Bănică Remus Azoiţei | ()                                            |
| 2001    | Iugoslávia Nemanja Radulovic | George Cosmin Bănică               | Ştefan Horvath                                |
| 2003    | Eugen Ţichindeleanu          | George Cosmin Bănică               | Nurit Stark Saeys Frederieke                  |
| 2005    | Valeriy Sokolov              | Szalai Antal                       | George Cosmin Bănică                          |
| 2007    | Anna Tifu                    | Chun Harim                         | Vald Stănculeasa                              |
| 2009    | Jarosław Nadrzycki           | Shin A-Rah                         | Palitsyna Nadezda                             |
| 2011    | ()                           | Haik Kazazyan Alexandra Conunova   | Szalai Antal                                  |
| 2014    | Ştefan Tarara                | Feodor Rudin                       | Wonhee Bae                                    |
| 2016    | Gyehee Kim                   | Donghyun Kim                       | Erzhan Kulibaev                               |
| 2018    | ()                           | Vikram Sedona                      | Giuseppe Gibboni                              |
| 2020/21 | Valentine Şerban             | Jaewon Wee                         | Tassilo Probst                                |
| 2022    | Maria Marica                 | Ştefan Aprodul                     | Gregorie Torossian                            |

### Seção de violoncelo
| Ano  | 1º                      | 2º                  | 3º                     |
| ---- | ----------------------- | ------------------- | ---------------------- |
| 2011 | Tian Bonian             | Valentin Raduțiu    | Michal Korman          |
| 2014 | Eun-Sun Hong            | Tony Rymer          | Sarah Rommel           |
| 2016 | Zlatomir Fung           | Anastasia Kobekina  | Seg Pue-Lee            |
| 2018 | Kits de Marcel Johannes | Yibai Chen          | Estanislau Kim         |
| 2022 | Jaemin Han              | Sebastião Fritsch   | Ştefan Cazacu          |
| 2022 | Benjamin Kruithof       | Constantino Borodin | Constantino Siepermann |

### Composição
| Ano     | Symphonic Music                 | Chamber Music                  |
| ------- | ------------------------------- | ------------------------------ |
| 1991    | Dan Dediu                       | Massim Trotta Michael Smetanin |
| 2003    | Oliver Waespi                   | Diana Rotaru Vlad Maistorovici |
| 2005    | Diana Rotaru David Philip Hefti | Maria Ungueranu Kim Young-Guk  |
| 2007    | Sakai Kenji                     | Megyery Kristina               |
| 2009    | Lam Lan-Chee                    | Qian Shen-Ying                 |
| 2011    | Chang Eunho                     | Kwang-Ho Cho                   |
| 2014    | Sebastian Androne               | Alexandru Murariu              |
| 2016    | Tian Tian                       | Caterina Di Cecca              |
| 2018    | Alexandru Murariu               | Jung Hoon Ham                  |
| 2020/21 | Karlo Margetic                  | Young Jae Cho                  |
| 2022    | Shin Kim                        | Leonardo Marino                |
| 2024    | Alexander Voltz                 | Daniele Di Virgilio            |